# Hellmut von Schütz
Hellmut Wolf Hasso von Schütz, mais conhecido simplesmente por Hellmut von Schütz (Swakopmund, Namibia, 26 de janeiro de 1921 - São Paulo-SP, 2007) foi um nadador namíbio radicado no Brasil, país que ele se mudou quando tinha 5 anos.
Um dos mais vitoriosos atletas do Clube Pinheiros na década de 1930, Hellmut venceu por 2 vezes a tradicional Travessia de São Paulo a Nado (1939 e 1940). Antes disso, ele já havia disputado esta prova 2 vezes - em 1937, ficou em 7º colocado, e em 1938 foi o 2º.
Foi um dos representantes brasileiros no Sul-Americano de natação de 1941.